# 克拉布奥查德县区 (伊利诺伊州威廉森县)
克拉布奥查德县区（英語：Crab Orchard Precinct）是位於美國伊利諾伊州威廉森縣的一個縣區。

## 地方資料
根據2010年美國人口普查的數據，克拉布奥查德县区的面積為95.97平方千米，當中陸地面積為93.41平方千米，而水域面積為2.56平方千米。當地共有人口1380人，而人口密度為每平方千米14.38人。